# Sitticus dubatolovi
Sitticus dubatolovi là một loài nhện trong họ Salticidae.
Loài này thuộc chi Sitticus. Sitticus dubatolovi được Dmitri Viktorovich Logunov & Rakov miêu tả năm 1998.